# Франсуа Людо
Франсуа́ Людо (фр. François Ludo), уроджений Франсуа Людвиковський (фр. François Ludwikowski, 4 березня 1930, Рувруа — 29 червня 1992, Ланс) — французький футболіст польського походження, що грав на позиції півзахисника, зокрема за «Ланс» та «Монако», а також за національну збірну Франції.
Дядько рекордсмена «Ланса» за кількістю ігор за клуб Еріка Сікори.

## Клубна кар'єра
У дорослому футболі дебютував 1947 року виступами за команду «Карабіньєр Біллі-Монтіньї», в якій провів два сезони. 
Своєю грою за цю команду привернув увагу представників тренерського штабу «Ланса», до складу якого приєднався 1949 року. Відіграв за команду з Ланса наступні чотири сезони своєї ігрової кар'єри. Більшість часу, проведеного у складі «Ланса», був основним гравцем команди.
1953 року перейшов до «Монако», у складі якого провів наступні дев'ять років своєї кар'єри гравця. Граючи за «монегасків», також здебільшого виходив на поле в основному складі команди. 1960 року став у їх складі володарем Кубка Франції, а за рік додав до свої трофеїв титул чемпіона Франції і Суперкубок країни.
Завершував ігрову кар'єру у «Греноблі», за який виступав протягом 1962—1964 років.

## Виступи за збірну
1961 року провів свою єдину офіційну гру у складі національної збірної Франції, відігравши в товариській зустрічі проти іспанців.
Помер 29 червня 1992 року на 63-му році життя в місті Ланс.
| Дата     | Місто  | Господарі | Результат | Гості   | Турнір           | Голи | Примітки |
| -------- | ------ | --------- | --------- | ------- | ---------------- | ---- | -------- |
| 2-4-1961 | Мадрид | Іспанія   | 2 – 0     | Франція | товариський матч | -    |          |
| Усього   |        | Матчів    | 1         |         | Голів            | 0    |          |

## Титули і досягнення
- Чемпіон Франції (1):

«Монако»: 1960-61
- Володар Кубка Франції (1):

«Монако»: 1959-60
- Володар Суперкубка Франції (1):

«Монако»: 1961